# 厥陰経病
伝統中国医学における厥陰経病（けついんけいびょう）は、六経病の一つで少陰経病が過ぎて最後に起こる外感性疾病。三陰三陽病では厥陰病である。厥陰経病（心包経、肝経）に達して、厥陰経は陰器を巡り肝を絡う。そのために煩悶を起こし、陰嚢が収縮する。そして死に移行する。